# Wahlen zum Repräsentantenhaus der Vereinigten Staaten 1972
Die Wahlen zum Repräsentantenhaus der Vereinigten Staaten 1972 fanden am 7. November 1972 statt. Die Wahlen waren Teil der allgemeinen Wahlen zum 93. Kongress der Vereinigten Staaten in jenem Jahr, bei denen auch ein Drittel der US-Senatoren gewählt wurden. Gleichzeitig fand auch die Präsidentschaftswahl des Jahres 1972 statt, die der republikanische Amtsinhaber Richard Nixon gewann.
Die Zahl der zu wählenden Abgeordneten betrug 435. Die Sitzverteilung basierte auf der Volkszählung von 1970. Das Wahlalter war erstmals entsprechend dem 26. Zusatzartikel zur Verfassung der Vereinigten Staaten auf 18 Jahre herabgesetzt.
Die Demokraten verloren nun 12 Sitze, zwei Jahre zuvor hatten sie 12 Sitze gewonnen, konnten aber mit 243 Mandaten ihre absolute Mehrheit behaupten. Umgekehrt gewannen die Republikaner 12 Sitze hinzu. Damit kamen sie nun auf 192 Kongressabgeordnete. Das Mehrheitsverhältnis von 243 Demokraten zu 192 Republikanern entsprach dem nach der Wahl des Jahres 1968. Wahlkampfthemen waren nach wie vor der unpopuläre Vietnamkrieg und die Rassenunruhen in vielen amerikanischen Städten. Der Zugewinn der Republikaner war vor allem der inzwischen gesteigerten Popularität von Präsident Nixon geschuldet, der in diesem Jahr auch klar in seinem Amt bestätigt wurde.

## Wahlergebnis
- Demokratische Partei 243 (255) Sitze
- Republikanische Partei 192 (180) Sitze

Gesamt: 435 (435)
In Klammern sind die Ergebnisse der letzten Wahl zwei Jahre zuvor. Veränderungen im Verlauf der Legislaturperiode, die nicht die Wahlen an sich betreffen, sind bei diesen Zahlen nicht berücksichtigt, werden aber im Artikel über den 93. Kongress im Abschnitt über die Mitglieder des Repräsentantenhauses bei den entsprechenden Namen der Abgeordneten vermerkt. Daher kommt es in den Quellen gelegentlich zu unterschiedlichen Angaben, da manchmal Veränderungen während der Legislaturperiode in die Zahlen eingearbeitet wurden und manchmal nicht. Das angeführte Wahlergebnis basiert auf der unten angeführten Quelle (Party Divisions).

## Weblink
- Party Divisions